# Districte de Mahoba
El  districte de Mahoba (hindi महोबा जिला) és una divisió administrativa d'Uttar Pradesh (Índia), a la divisió de Chitrakoot. La capital és Mahoba. La superfície és de 2.884 km² i la població de 708.447 habitants al cens del 2001.

## Administració
- Tehsils: 	 3
  - Mahoba
  - Charkhari
  - Kulpahar
- Blocks (Blocs de desenvolupament rural) 4
  - Kabrai
  - Charkhari
  - Jaitpur
  - Panwari
- Gram Sabha (assemblees rurals): 	247
- Pobles 	521
- Nagar Palika (municipalitat): 	2 
  - Mahoba
  - Charkari
- Nagar Chhatra Samiti 	3

## Història
Per la seva història vegeu Mahoba
El districte fou creat l'11 de febrer de 1995, segregat del districte d'Hamirpur.